# KkStB U sorozat
A kkSTB U sorozat egy keskenynyomtávú szertartályosgőzmozdony-sorozat volt a császári és Királyi Osztrák Államvasutaknál (k.k. Österreichischen Staatsbahnen, kkStB) 760 mm nyomtávra. Az U sorozat Európa legnagyobb számban épített keskenynyomtávú mozdonytípusa volt. A mozdonyok nagy számban voltak megtalálhatóak a magánvasutaknál is az egykori Ausztria egész területén. 1953 után az ÖBB a mozdonyoknak új sorozatjelet adott, ettől fogva az ÖBB 298 sorozatot képezték.

## Története

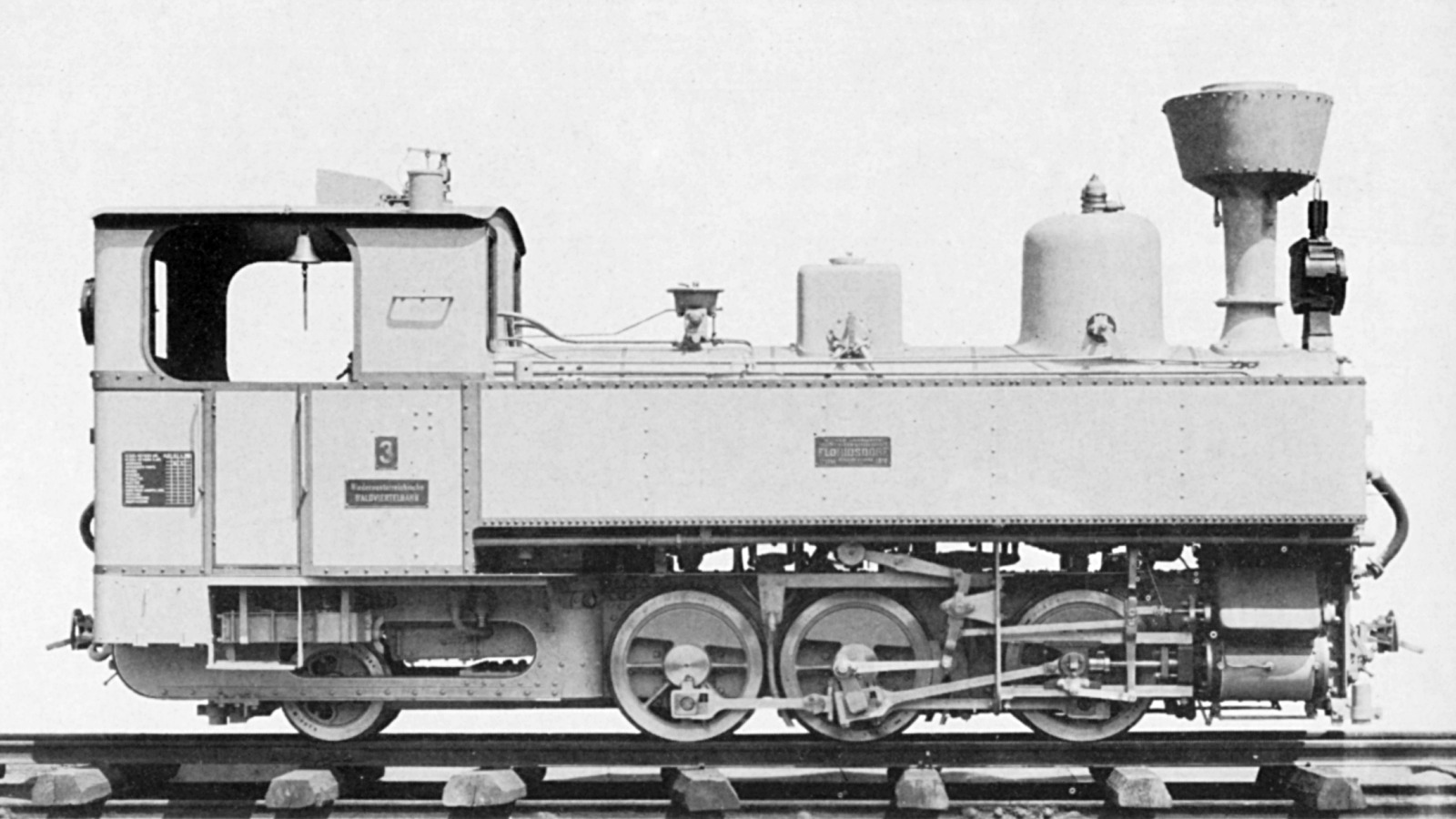
Gyári fotó a 3 pszú. (U.7)mozdonyról

1894-ben Stájerországban átadták a forgalomnak a Murtalbahn-t. Ennek a 76 km hosszú magánrészvénytársasági szakasznak (amely későbbi beolvadt a Steiermärkische Landesbahnen-ba, (StLB), melynek megbízott üzemeltetője a kkStB volt, szüksége volt nagyobb teljesítményű mozdonyokra, mint az a típus, amit addig a Habsburg Birodalomban a keskeny nyomtávú vonalakon használtak.
Ezért rendelt a Krauss cégtől négy mozdonyt a már bevált Steyrtalbahn típus alapján. Az alváz és a gőzgép gyakorlatilag nem változott, a kazánt, a tűzszekrényt és a víztartályokat megnövelték. Ez jelentős fejlesztés volt a Steyrtalbahn típushoz képest: sík pályán a vontatási kapacitása 515 tonnára nőtt. 20 ezrelékes emelkedőn a mozdony 90 tonna terheléssel 20 km/h sebességre volt képes. A megengedett sebességét 35 km/h-ban állapították meg. 1897-től ez a sorozat akkor a rendszert követve – amelyet keskeny nyomtávú mozdonyoknál a kezdőbetűt a mozdony első telepítési helyéhez rendeli – U betűt kapott, mint az osztály nevét (a Unzmarkt, a Murtalbahn kiindulópontja).

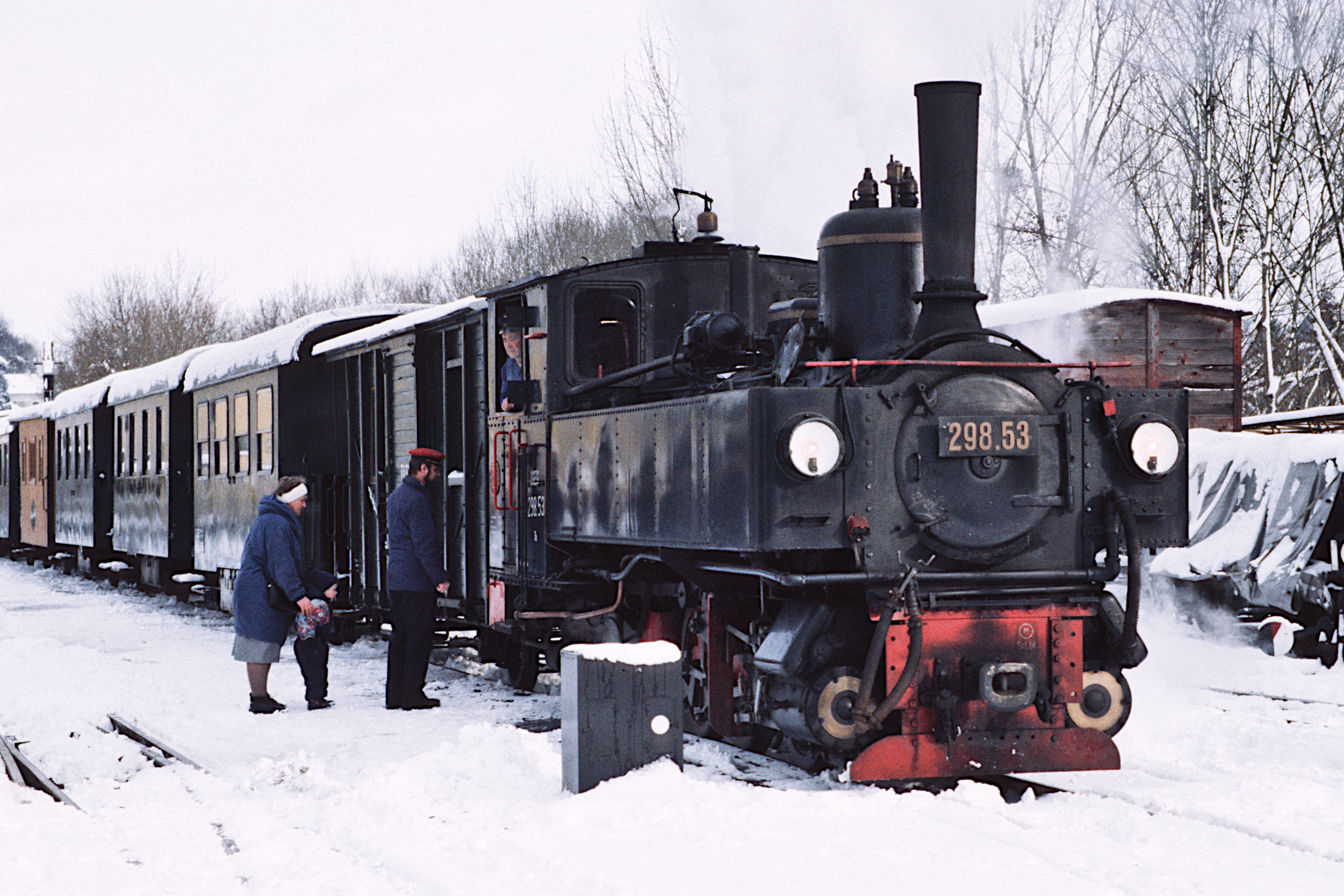
298.53 Grünburgban, OÖ

Ezek a mozdonyok olyan jól beváltak, hogy a monarchia majdnem minden keskeny nyomtávú vasútvonal üzemeltetője (kivéve Magyarországon, ahol a mozdonyépítés ment a maga módján) nagy számban rendelte és több mozdonygyár is építette. Az állami kkStB mellett a Stájer és Alsó-ausztriai Államvasutak és a Zillertalbahn is rendelt belőlük.
Az utolsó U sorozatú mozdony 1922 elején épült, amikor modernebb típusú mozdonya már régóta létezett a StLB-nek. Ezek az U sorozatú mozdonyok a második világháború után az ÖBB tulajdonában kerültek, ahol 1953-ban az ÖBB 298 sorozatba osztották be és kétszámjegyű sorszámot kaptak.
Nagy számuk következtében még ma is sok mozdony üzemel a múzeum- és a turista vasutaknál, néhányat pedig mint egy mozdony-emlékművet kiállítottak.

## Azonos építésű mozdonyok
A Friedländer Bezirksbahn a keskenynyomtávú Friedland–Hermsdorf vasútjára három, a kkStB U típushoz nagyon hasonló mozdonyt rendelt 11-13 pályaszámokkal. Mivel a forgalom a határon átnyúló volt Szászország felé, a mozdonyok emelősúlyos féket és tölcséres kapcsolókészüléket kaptak. A ČSD később a mozdonyokat az U37.0 sorozatába osztotta be és az U37.007-009 pályaszámokat adta nekik.
Az U37 007 (korábban No. 11) volt 99 791 pályaszámú mozdony 1945 áprilisában javításon volt a Német Birodalmi Vasút chemmitzi műhelyében (Reichsbahnausbesserungswerk Chemmitz), s így a háború után Szászországban maradt a keskenynyomtávú vasutaknál. Először a Hetzdorf és Eppendorf közötti kisvasút használta, majd a Prignitzer körzeti kisvasúthoz került (Prignitzer Kreiskleinbahnen.). 1957 májusában ott átszámozták 99 4712 pályaszámra, hogy elkerüljék a dupla számozást. A 99.77-79 sorozatban. 1965. november 15-én selejtezték.
Az U37.008-at (korábbi _Nr. 12) 1966-ban vonták ki a mozdonyállományból Frýdlantban és azután kiállították szoborként Nymburkban a vasútállomáson. Ma alkatrészforrásként szolgál a Jindřichův Hradec Vasútmúzeum U37.002 mozdonyának. Az U37.009-ot szintén Frýdlantban selejtezték 1963-ban.

## Az U sorozat a Monarchia felbomlása után
Az első világháború bukása és a monarchia felbomlása után sok mozdony a sorozatból az utódállamokhoz került, köztük Csehszlovákiába, Lengyelországba, Olaszországba és Jugoszláviába. Csehszlovákiában a kkStB U mozdonyokat az U37.0 sorozatba osztották.

## Az U sorozat Csehszlovákiában

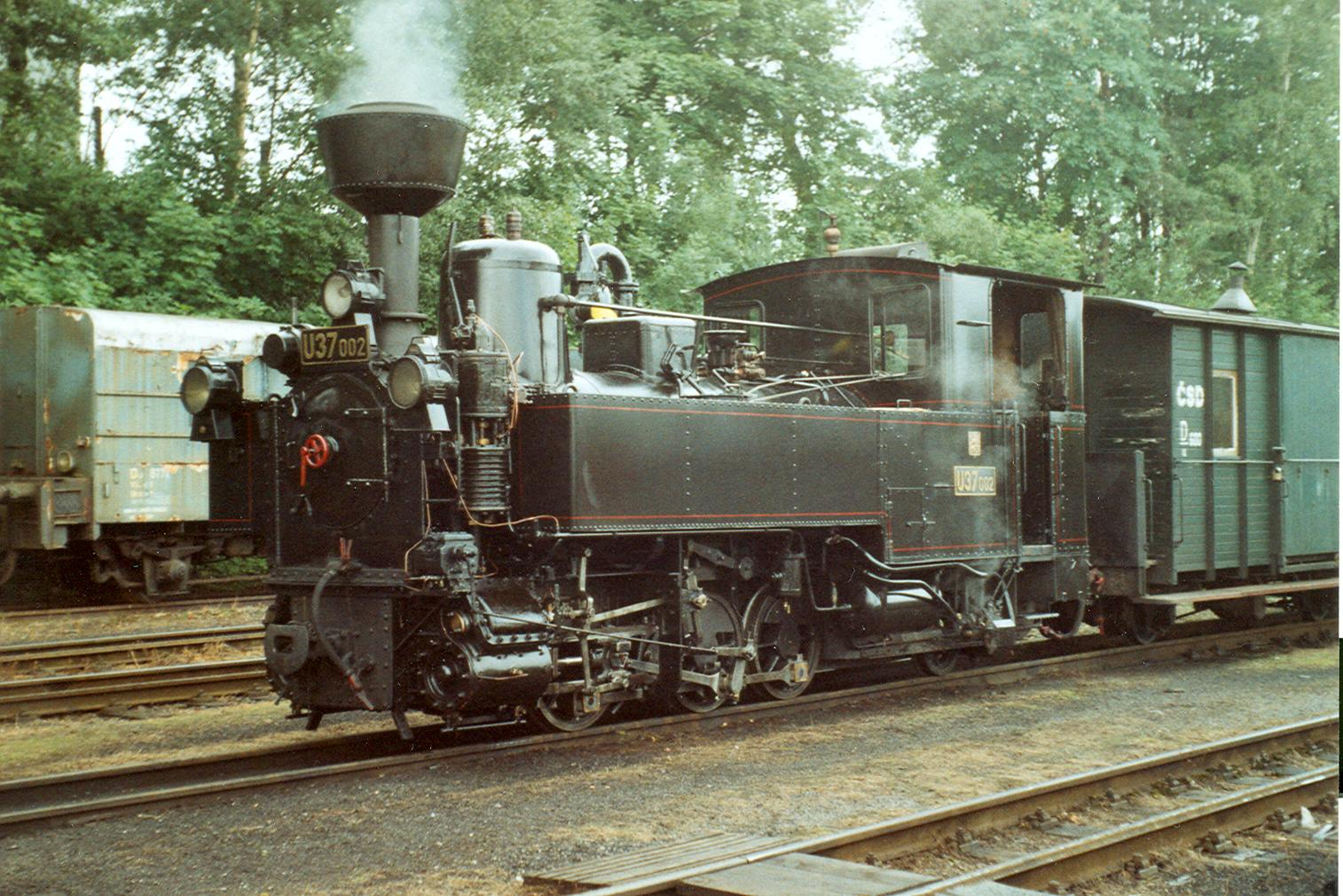
U37.002 nosztalgiamozdonyként Jindřichův Hradec-ben

Az I. világháború után kilenc mozdony a kkStB-től az újonnan megalakult Csehszlovákiába került. Ezek 1924-től új sorozatjelzést – U37 – kaptak. Még három azonos építésű mozdony került a Friedländer Bezirksbahn-től 750 mm nyomtávval a sorozatba U37.007-009 pályaszámmal. A Csehszlovák Államvasutak (ČSD) a mozdonyokat továbbra is még az eredeti pályaszakaszokon használta, később átkerültek a Schmalspurbahn Ružomberok–Korytnica kúpele-ra Szlovákiába. 1929-ben érkezett hozzájuk még két mozdony Lengyelországból, melyek az eredeti Csehországi pályáikra tértek vissza.
A Német Birodalmi Vasút 1938-ba átszámozta a ČSD mozdonyokat. A b99 748 sorozatba kerültek. A Friedländer Bezirksbahn eredetű mozdonyok azonos módon a 99 99 791-793 pályaszámokat kapták.
A második világháború alatt több mozdony visszakerült Ausztriába. Ezért létrehoztak egy Uv sorozatjelet a kompaund gőzmozdonyoknak (németül verbund, erre utal a „v” a sorozatjelben), és egy további U-t a Csehszlovákiából érkezetteknek.
1957-ben a ČSD szolgálatba állította az új T 47.0 sorozatú dízelmozdonyokat, így az U sorozatú mozdonyok feleslegessé váltak és 1964-ben az utolsót is selejtezték a sorozatból.
Az U37.002 pályaszámú mozdonyt megőrizték. Ma Jindřichův Hradec-ban a vasúti parkban nosztalgiamozdony. Az U37.006 szoborként van kiállítva Ružomberokban.

## Az U sorozat Lengyelországban
Három U sorozatú mozdonyt állított forgalomba a kkStB a Łupków-Cisna vasútvonalon 1897-ben. Ezek a mozdonyok 1918 után a megalakuló Lengyel Államvasutak (PKP) tulajdonába kerültek.
A II. világháború után a PKP keskenynyomtávú vonalait egységesen 600 és 750 mm-esre átépítette, az U sorozatú mozdonyok feleslegessé váltak, selejtezték őket. Közülük egy sem maradt meg Lengyelországban.

## Az U sorozat Olaszországban

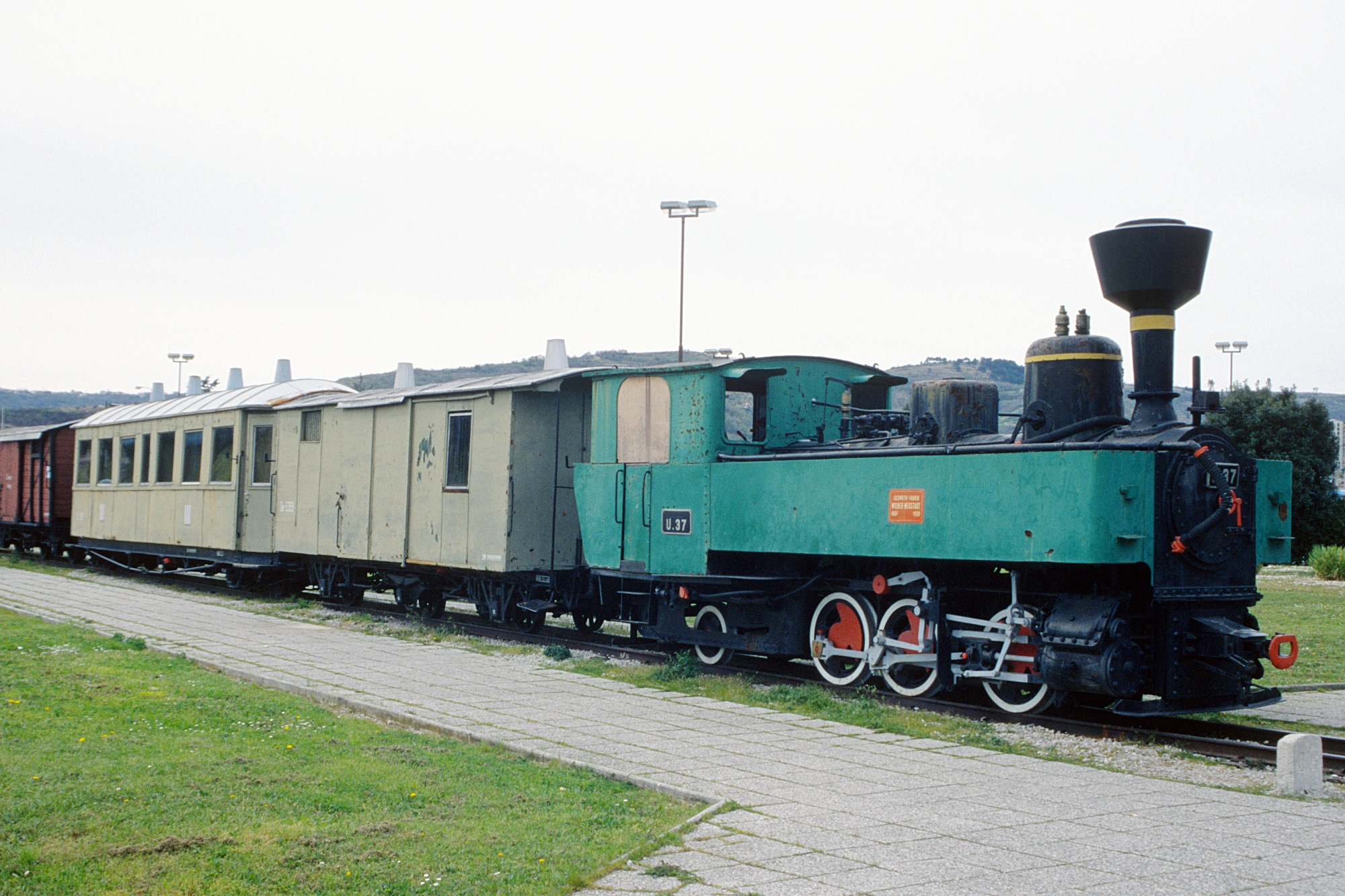
U.37 szoborként Koperben, 1995

A Lokalbahn Triest–Parenzo számára a kkStB 1902-ben beszerzett négy db U sorozatú mozdonyt. Ehhez 1908-ban további négy érkezett. Az I. világháború után a vasútvonal a megmaradt hét mozdonyával az Olasz Államvasutakhoz (FS) került. Az FS a vasútvonalon még 1935. augusztus 31-ig üzemeltette őket, majd ezután selejtezte. 1945 után az újonnan megalakult jugoszláviai Kopper (olaszul: Capodistria) került, ahol mint Parenzoból származó U37-et kiállították.

## Az U sorozat Jugoszláviában
Az első világháború alatt több U sorozatú mozdonyt is lefoglalt a Balkánon. Többségük a császári és királyi déli hadivasút (kaiserlich-königlichen Heeresbahn Süd ) által a Prijedorból kiinduló Steinbeisbahn vasúti hálózaton használt, melyet építőjéről Otto von Steinbeisről neveztek el. Ez eredetileg mint erdei vasúti hálózat épült Boszniában. A háború után több mozdony is az újonnan megalakult Jugoszláv Királyságban maradt. Ezeket a Jugoszláv Államvasutak a 188 sorozatba osztották be. Mivel ezek teljesítménye a kiterjedt jugoszláv keskeny nyomközű hálózaton igényelt szolgáltatásoknak nem volt elég, elsősorban erdei vasutak és az ipari üzemek használták őket.
Három mozdony az U sorozatból már a háború előtt, a kkStB állományából a Split –Sinj vasútvonalra került. Ezeket váltották fel az eredeti pályaszakaszukon a 83 sorozat mozdonyai a 188–asok a kiterjedt keskenynyomtávú hálózat más vonalaira kerültek.

## U sorozatú mozdonyok Magyarországon
1939-ben az eredetileg U 1, U 15 és U 34 Csehszlovákiától a MÁV-hoz került, előbb mint 394.001II-003II, majd 1940-től rendre 395.101, 395.103 és 395.102 pályaszámokkal. A 395.101 és a 395.103 1944-ben a Szovjetunióhoz került (valószínűleg hadizsákmányként), a 395.102 1953-ban GV pályaszámot kapott, 1963–ban pedig selejtezve lett.

## A típus továbbfejlesztett változatai
Az U sorozat továbbfejlesztett típusai a NÖLB Uv, a NÖLB Uh és a BBÖ Uh sorozatok.

## Fordítás
Ez a szócikk részben vagy egészben  a   kkStB U című német Wikipédia-szócikk fordításán alapul.  Az eredeti cikk szerkesztőit annak laptörténete sorolja fel. Ez a jelzés csupán a megfogalmazás eredetét és a szerzői jogokat jelzi, nem szolgál a cikkben szereplő információk forrásmegjelöléseként.